# IC 1875
IC 1875 — галактика типу E/SB0 () у сузір'ї Піч.
Цей об'єкт міститься в оригінальній редакції індексного каталогу.